# Jean-Baptiste Sébastien Le Comte
Jean Baptiste Sébastien Le Comte, né le 18 novembre 1737 à Paris, mort le 23 mai 1793 à Famars (Nord), est un général de brigade de la Révolution française.

## États de service
Il entre en service le 10 avril 1755, comme volontaire dans le régiment de Noailles-dragons, il devient lieutenant le 26 mars 1759, sous-aide major le 25 juin 1774, lieutenant en premier en 1776, et capitaine le 5 avril 1780. Le 28 décembre 1781, il devient aide major à Metz, et il est réformé en 1791, à la suite de la réorganisation de l’état-major des places. 
Il est remis en activité le 5 février 1792, comme lieutenant-colonel dans le 24e régiment de cavalerie. Il est nommé colonel par le général Dumouriez, le 1er octobre 1792, au 21e régiment de cavalerie au camp de Sainte-Menehould. Il fait toute la campagne de Belgique, et il reçoit du général Dampierre au mois d’avril 1793, le grade de général de brigade.
Il commande l’avant-garde de l’armée, lorsqu’il est tué le 23 mai 1793, à l’attaque du camp de Famars par le Prince de Cobourg.